# Eteldreda di Ely
Eteldreda (o Eteldrude, in inglese arcaico, Etheldreda, spesso contratto in Audrey; Exning, 636 – Ely, 679) è stata regina di Northumbria, poi badessa, ed è venerata come santa dalla Chiesa cattolica.
Era figlia del re degli angli orientali Anna che la diede in sposa a Tonbert, principe di Cyrvii. Era anche sorella di quattro sante: Santa Etelburga di Faremoutiers, badessa di Faremoutiers, santa Vitburga, che fondò il convento di Dereham e ne divenne badessa, di santa Sexburga, badessa di Ely, e di santa Setrida, badessa di Faremoutiers, della quale era sorellastra.

## Biografia
Etelreda venne educata da santa Ebba l'Anziana, fondatrice di due monasteri e venerata come santa.
Eteldreda e Tonbert non consumarono mai il loro matrimonio fino a che, tre anni dopo, Eteldreda rimase vedova e si ritirò a Ely, un'isola donatale dal marito.
Avrebbe voluto essere una monaca, ma acconsentì ugualmente a un'unione politica con Ecgfrith, re di Northumbria, a patto che il marito non violasse la sua verginità, ma lui, convinto di aver fatto uno sbaglio, chiese al vescovo locale di invalidare l'unione.
Eteldreda si rifugiò allora ancora ad Ely, dove fondò un monastero di cui fu badessa fino al 679, anno della morte. Le successe la sorella Sexburga.

## Culto
Ebbe subito molti devoti attorno alla sua tomba e quando nel 694 il suo corpo venne spostato per porlo in una tomba più adatta, fu trovato incorrotto.
E tale era anche nel 1106, quando fu nuovamente spostato durante la costruzione della cattedrale di Ely.
Sant'Eteldreda viene ricordata il 23 giugno ed ancora oggi in questo giorno viene organizzata una processione in suo onore all'interno della cattedrale di Ely.